# Pilzno 10
Pilzno 10 (czeski: Plzeň 10) – dzielnica miejska w północno-zachodniej części miasta statutowego Pilzna, o powierzchni 389,05 ha. Na swoim terenie posiada 33 ulice i 539 adresy.